# Floresta EC
Der Floresta Esporte Clube, in der Regel nur kurz Floresta genannt, ist ein Fußballverein aus Fortaleza im brasilianischen Bundesstaat Ceará.
Aktuell spielt der Verein in der dritten brasilianischen Liga, der Série C.

## Erfolge
- Staatspokal von Ceará: 2017

## Stadion
Der Verein trägt seine Heimspiele im Estádio Municipal Presidente Getúlio Vargas in Fortaleza aus. Das Stadion hat ein Fassungsvermögen von 20.600 Personen.

## Trainerchronik
Stand: 17. Juni 2021
| Trainer       | Nation    | von              | bis             |
| ------------- | --------- | ---------------- | --------------- |
| Luan Carlos   | Brasilien | 27. Juni 2019    | 28. Januar 2020 |
| Leston Júnior | Brasilien | 13. Februar 2020 | heute           |